# خیل راج رگمی
خیل راج رگمی (نپالی: खिलराज रेग्मी؛ زادهٔ ۳۱ مهٔ ۱۹۴۹) یک سیاست‌مدار اهل نپال است.وی از مارس ۲۰۱۳ تا فوریه ۲۰۱۴ نخست‌وزیر این کشور بود.